# Dan Added
Dan Added (* 13. April 1999 in Straßburg) ist ein französischer Tennisspieler.

## Karriere
Dan Added spielte von 2013 bis 2017 auf der ITF Junior Tour. Auf dieser nahm er 2017 an allen vier Grand-Slam-Turnieren teil. Im Einzel kam er nie über die zweite Runde hinaus, im Doppel stand er mit Zizou Bergs im Viertelfinale der US Open. In der Junior-Weltrangliste kam er bis auf Platz 22.
2017 spielte Added auch regelmäßig Profiturniere, zunächst hauptsächlich auf der drittklassigen ITF Future Tour. In diesem Jahr konnte er im Einzel sein erstes Future-Finale erreichen. Mit weiteren guten Ergebnisse 2018 stand er in der Weltrangliste im Einzel auf Platz 629 und im Doppel auf Rang 248. Im Doppel gewann er 2016 einen, 2017 drei und 2018 acht Titel auf der Future Tour, dazu kam in Mouilleron-le-Captif sein erstes Turnier und sein erster Sieg bei einem Challenger im Doppel. Das Jahr 2019 verlief im Einzel besser als das Vorjahr. Added gelangen drei Turniersiege bei Futures im Einzel, sodass er mit Rang 380 im November seinen bisherigen Höchstwert in der Weltrangliste erreichte. Im Doppel blieb er weiterhin erfolgreich und kam auf sieben Titel bei Futures (insgesamt 19 Doppeltitel) sowie vier Einsätze auf der Challenger Tour. Beim Turnier der ATP Tour in Metz bekam der Franzose außerdem an der Seite seines Stammpartners Albano Olivetti eine Wildcard für die Doppelkonkurrenz. In dieser schlugen sie zum Auftakt Romain Arneodo und Benoît Paire und verloren im Viertelfinale gegen die topgesetzte Paarung aus Nicolas Mahut und Édouard Roger-Vasselin. Mit Platz 239 stand er Ende des Jahres im Doppel ebenfalls auf seinen höchsten Wert.

## Erfolge
| Legende (Anzahl der Siege) |
| Grand Slam                 |
| ATP Finals                 |
| ATP Tour Masters 1000      |
| ATP Tour 500               |
| ATP Tour 250               |
| ATP Challenger Tour (13)   |

### Doppel

#### Turniersiege
| Nr. | Datum              | Turnier              | Belag         | Partner               | Finalgegner                            | Ergebnis          |
| --- | ------------------ | -------------------- | ------------- | --------------------- | -------------------------------------- | ----------------- |
| 1.  | 21. Mai 2022       | Francavilla al Mare  | Sand          | Hernán Casanova       | Davide Pozzi Augusto Virgili           | 6:3, 7:5          |
| 2.  | 23. Juli 2022      | Pozoblanco (1)       | Hartplatz     | Albano Olivetti       | Victor Vlad Cornea Luis David Martínez | 3:6, 6:1, [12:10] |
| 3.  | 15. Oktober 2022   | Saint-Tropez (1)     | Hartplatz     | Albano Olivetti       | Romain Arneodo Sam Weissborn           | 6:3, 3:6, [12:10] |
| 4.  | 4. März 2023       | Pau                  | Hartplatz (i) | Albano Olivetti       | Julian Cash Constantin Frantzen        | 3:6, 6:1, [10:8]  |
| 5.  | 25. März 2023      | Saint-Brieuc         | Hartplatz (i) | Albano Olivetti       | Patrik Niklas-Salminen Bart Stevens    | 4:6, 7:67, [10:6] |
| 6.  | 22. April 2023     | Roseto degli Abruzzi | Sand          | Titouan Droguet       | Jacopo Berrettini Andrea Pellegrino    | 6:2, 1:6, [12:10] |
| 7.  | 13. Mai 2023       | Prag                 | Sand          | Albano Olivetti       | Miķelis Lībietis Hunter Reese          | 6:4, 6:3          |
| 8.  | 24. Juni 2023      | Blois                | Sand          | Grégoire Jacq         | Théo Arribagé Luca Sanchez             | 6:4, 6:4          |
| 9.  | 29. Juli 2023      | Segovia (1)          | Hartplatz     | Pierre-Hugues Herbert | Francis Alcantara Sun Fajing           | 4:6, 6:3, [12:10] |
| 10. | 9. September 2023  | Cassis               | Hartplatz     | Jonathan Eysseric     | Liam Broady Antoine Hoang              | 6:0, 4:6, [11:9]  |
| 11. | 23. September 2023 | Saint-Tropez (2)     | Hartplatz     | Albano Olivetti       | Jonathan Eysseric Harold Mayot         | 3:6, 1:0 aufgg.   |
| 12. | 20. Juli 2024      | Pozoblanco (2)       | Hartplatz     | Arthur Reymond        | Liam Hignett James MacKinlay           | 6:2, 6:4          |
| 13. | 27. Juli 2024      | Segovia (2)          | Hartplatz     | Arthur Reymond        | Aleksandar Donski Tiago Pereira        | 6:4, 6:3          |